# Der Letzte macht das Licht aus!
Der Letzte macht das Licht aus!  ist eine deutsche Tragikomödie aus dem Jahr 2007, entstanden unter der Regie von Clemens Schönborn, der zusammen mit Knud Kohr auch das Drehbuch schrieb. Der von Kaminski.Stiehm.Film.GmbH im Auftrag des ZDF für die Reihe Das kleine Fernsehspiel produzierte Spielfilm berichtet über drei arbeitslose Bauhandwerker in Berlin, die einen Sprachkurs besuchen, um Norwegisch zu lernen und anschließend in Norwegen Arbeit zu finden.

## Handlung
„God dag, alle sammen. Hva heter Du?“ 20 Berliner Bauarbeiter lernen Norwegisch und drücken noch einmal die Schulbank. Sie wollen in das Land der Fjorde auswandern, weil sie in Deutschland keine Arbeit mehr finden. In Norwegen sind deutsche Handwerker gefragt, und so haben sich die Männer entschlossen, dorthin zu gehen. Sie lernen acht Wochen lang jeden Tag die fremde Sprache. Das Arbeitsamt bezahlt ihnen den Sprachkurs, eine Jobagentur vermittelt sie an einen norwegischen Arbeitgeber. So planen sie, ihre Heimat zu verlassen. Vielleicht für ein paar Jahre, vielleicht für immer. Jeden Tag treffen sie sich im Unterricht und abends zumeist auf ein Bier. Manche schimpfen auf die Gastarbeiter, die ihnen ihrer Ansicht nach die Arbeitsplätze wegnehmen.
Einer der Männer ist Silvio, 38, Zimmermann. Seine Freundin findet seinen Entschluss, wegzugehen, richtig. Doch Silvio kommt damit nicht klar: Will sie ihn etwa loswerden? Norbert, ältester im Kurs und ehemals selbständiger Meister, ist ein verzweifelter Optimist, dessen Haus bereits zwangsgeräumt wird. Er verschweigt dies vor den anderen lieber, als zugeben zu müssen, dass er etwas nicht im Griff hat. Seine Frau Karin will nicht mit ihm auswandern, doch auch das will er nicht wahrhaben. Micha, ein introvertierter Maurer, erledigt alles Notwendige, ihn hält nichts mehr in Deutschland. Ausgerechnet er läuft nun seiner großen Liebe Ella über den Weg.
Als der Sprachkurs zu Ende ist und die Abreise nach Norwegen bevorsteht, wollen sich Silvio, Norbert und Micha nochmals betrinken, sind allerdings völlig pleite. Auf der letztlich erfolgreichen, nächtlichen Suche nach einer von Micha Jahre zuvor in einem Hochhaus eingemauerten Flasche Korn demolieren die drei zwar Wände auf mehreren Etagen, werden hierfür aber nicht zur Rechenschaft gezogen.
Am Tag der Abreise entscheidet sich Silvio, in Berlin zu bleiben und tritt eine Stelle als Aushilfe in einem Schnellimbiss an. Micha und Norbert machen sich auf den Weg nach Norwegen; Ella schließt sich ihnen in letzter Minute an.

## Der Regisseur über seinen Film
„Das Gefühl, von allem die Schnauze voll zu haben, ist für einen Bauarbeiter ein guter Grund zum Auswandern, und für einen Regisseur der Beste, einen Film zu machen. Einen Norwegischkurs für Bauarbeiter gibt es bei mir in der Nachbarschaft. Die Männer, die ich vor zwei Jahren beim Brötchen holen kennen gelernt habe, sind längst in Tromsö, Sommerlatten oder sonst wo oben im Norden.
Einiges von ihnen haben wir verewigt: ‚Michael Schumacher ist in Monaco, und ich soll hier Steuern zahlen! Ich bin doch nicht blöd!‘ Gerade heraus! Ich hoffe, der Film ist ebenso.“

## Kritiken
„Mit ‚Der Letzte macht das Licht aus!‘ ist dem jungen Regisseur eine Tragikomödie über moderne Arbeitslosigkeit gelungen, über den sanften Terror der Monotonie, die Dynamik des Abstellgleises und die Minima Amoralia der globalisierten Arbeitswelt“ […] Die sympathische Darstellerriege, ergänzt durch viele Laien, verleiht der hübsch lakonischen und mitunter sehr witzigen Komödie dabei ein stets glaubwürdiges Kolorit: Wer bei Hartz IV gelandet ist, der sieht auch so aus. […] Clemens Schönborn setzt einen Meilenstein auf das selten – viel zu selten – beackerte Terrain der deutschen Arbeiterkomödie. (Adolf-Grimme-Preis-Jury 2008)

„Eine Komödie um Männer, die in ihrer Heimat nicht mehr gebraucht zu werden scheinen, und über ihre Frauen, die mit der Trennung offensichtlich recht salopp umgehen. Der ‚Gastarbeiterfilm‘ der anderen Art hinterfragt vielfältig Vorurteile und Klischees, krankt dabei jedoch deutlich an erzählerischer Originalität.“

## Auszeichnungen
- 2007: Clemens Schönborn nominiert für den Max-Ophüls-Preis